# Féchy
Féchy este un oraș în Elveția.